# Liga Espanhola de Basquetebol Amador
A Liga Espanhola de Basquetebol Amador é uma competição esportiva organizada pela Federação Espanhola de Basquetebol desde 1994.
A competição é a quarta liga em importância de todas as que são disputadas na Espanha, atrás da Liga ACB e as Ligas LEB (LEB Ouro e LEB Prata), não obstante a Liga EBA foi durante dois anos o segundo escalão do basquetebol espanhola menor que a Liga ACB antes da criação das Liga LEB.

## Forma de Disputa
A Liga EBA é disputada simultaneamente em 5 conferencias donde se integram as equipes por proximidades geográfica, cobrindo todo território espanhol.
Durante a temporada 2014-15, a Conferência "A" encontra-se subdividido em AA e AB com 14 equipes cada uma. As Conferências B, C e D são disputadas por 14 equipes cada. A Conferência E é dividida em EA (10 equipes da Região de Múrcia e da Comunidade Valenciana) e EB (13 equipes das Ilhas Baleares).
Serão disputadas partidas dentro das conferências em turno e returno com todos jogando contra todos para que estabelecer as posições entre o primeiro e o último.

### Conferência A
A Conferência A é composta por equipes das Comunidades Autônomas Principado de Astúrias, Cantabria, Castela e Leão, Galiza, La Rioja, Navarra e País Basco
- Equipes que disputarão a Liga EBA 2014-2015:

| CA                                | Conferência AA             | CA             | Conferência AB            |
| --------------------------------- | -------------------------- | -------------- | ------------------------- |
| Comunidade Autónoma do País Basco | Mondragon Unibertsitatea   | Galiza         | CB Chantada               |
| Comunidade Autónoma do País Basco | Easo                       | Galiza         | Santo Domingo Betanzos    |
| Comunidade Autónoma do País Basco | Take Tolosa                | Galiza         | La Sidreria Ferrol CB     |
| Comunidade Autónoma do País Basco | Centro de Estudios Mikeldi | Galiza         | CI Rosalia de Castro      |
| Comunidade Autónoma do País Basco | Askartza Claret            | Galiza         | Basket Coruña 2           |
| Comunidade Autónoma do País Basco | CB Santurtzi SK            | Galiza         | Estudiantes Lugo          |
| Cantabria                         | Carlomar ABV Estela        | Galiza         | Baloncesto Narón          |
| Cantabria                         | La Gallofa Cantabasket 04  | Astúrias       | BMV 2012                  |
| Cantabria                         | Pas Pielagos               | Castela e Leão | Ule Fundación CB León     |
| La Rioja (Espanha)                | Natural Rioja Vintage      | Castela e Leão | Agustinos Leclerc         |
| Navarra                           | Megacalzados Ardoi         | Castela e Leão | Aquimisa CB Tormes        |
| Castela e Leão                    | Basket Burgos 2002         | Castela e Leão | Grupo INEC Queso Zamorano |
| Castela e Leão                    | Universidad de Valladolid  | Castela e Leão | Embutidos Ballesteros SL  |
| Castela e Leão                    | Fundación B Valladolid     | Castela e Leão | Baloncesto Venta de Baños |

- Participam desta Conferência todos os que foram rebaixados da Liga Adecco Prata, os que mantiveram a vaga e os que foram promovidos da 1ª División.

- Participam da "Fase de Ascenso" para a Adecco Prata os dois primeiros colocados dos grupos AA e AB.

- Serão rebaixados para a 1ª División os três pior classificados em cada grupo.

### Conferência B
- Equipes que participaram da Liga EBA 2014-2015:

| CA                   | Equipe                      |
| -------------------- | --------------------------- |
| Comunidade de Madrid | Real Madrid B               |
| Ilhas Canárias       | CD Real Náutico Tenerife    |
| Comunidade de Madrid | Movistar Estudiantes B      |
| Castela-La Mancha    | CD Albacete Basket          |
| Castela-La Mancha    | Alcazar Basket              |
| Castela-La Mancha    | CB Villarrobledo            |
| Comunidade de Madrid | CB Pozuelo                  |
| Comunidade de Madrid | Deportivo Covibar           |
| Castela-La Mancha    | Basket Globalcaja Quintanar |
| Comunidade de Madrid | Eurocolegio Casvi           |
| Ilhas Canárias       | CB McDonald's Tenerife      |
| Comunidade de Madrid | Baloncesto Alcobendas       |
| Castela-La Mancha    | Alza Basket Azuqueca        |
| Comunidade de Madrid | Zumosol Alcorcon Basket     |

### Conferência C
| CA        | Equipe                       |
| --------- | ---------------------------- |
| Catalunha | Aracena Collblanc            |
| Catalunha | J.A.C. Sants                 |
| Catalunha | CB Quart Piscines Sant Feliu |
| Catalunha | CB L'Hospitalet              |
| Catalunha | Sabadell Sant Nicolau        |
| Andorra   | Morabanc Andorra B           |
| Catalunha | CB Cornella                  |
| Catalunha | Queso Milner-Arenys Bàsquet  |
| Aragão    | El Olivar                    |
| Catalunha | Flor de Vimbodi Partinyes    |
| Catalunha | Isports Salt                 |
| Catalunha | CB Castelldefels             |
| Catalunha | BC Martorell                 |
| Catalunha | CB Santfeliuenc              |

### Conferência D
| CA          | Equipe                  |
| ----------- | ----------------------- |
| Andaluzia   | CB Deportivo Coín       |
| Andaluzia   | Coviran Granada         |
| Andaluzia   | Aceitunas Fragata Moron |
| Andaluzia   | Bball Cordoba           |
| Melilla     | CAM Enrique Soler       |
| Andaluzia   | Por Huelva              |
| Andaluzia   | Unicaja Malaga B        |
| Extremadura | Plasencia Extremadura   |
| Andaluzia   | CB Cazorla              |
| Extremadura | GBP Badajoz             |
| Andaluzia   | CB Novaschool           |
| Andaluzia   | DKV San Fernando        |
| Andaluzia   | CB Andujar              |
| Andaluzia   | Baloncesto Sevilla B    |

### Conferência E

#### Grupo E-A
| CA                    | Equipe                    |
| --------------------- | ------------------------- |
| Andaluzia             | Almeria Basket            |
| Comunidade Valenciana | CB Jovens Almassera       |
| Região de Múrcia      | Hero Jairis               |
| Comunidade Valenciana | Meridiano Lucentum        |
| Comunidade Valenciana | Power Electronics Paterna |
| Comunidade Valenciana | Servigroup Benidorm       |
| Região de Múrcia      | UCAM Murcia B             |
| Comunidade Valenciana | Units Pel Basquet         |
| Região de Múrcia      | UPCT Cartagena            |
| Comunidade Valenciana | Valencia B                |

#### Grupo EB
O Grupo B da Conferência E é formado apenas com clubes das Ilhas Baleares.
| Local                | Equipe            |
| -------------------- | ----------------- |
| Andratx, Maiorca     | CB Andratx        |
| Sant Lluís, Minorca  | CCE Sant Lluís    |
| Maó, Minorca         | CD Alcazar        |
| Maó, Minorca         | CB La Salle Mahon |
| Palma, Maiorca       | La Salle Palma    |
| Ferreries, Minorca   | CB Ferreries      |
| Arenal, Maiorca      | Imprenta Bahia    |
| Marratxí, Maiorca    | Basket Pla B      |
| Inca, Maiorca        | Basquet Inca      |
| Alaior, Minorca      | CB Jovent Alaior  |
| Es Castell, Minorca  | CB Es Castell     |
| Inca, Maiorca        | B Ciutat d'Inca   |
| Son Servera, Maiorca | Son Servera B     |